# Georgi Abadzhiev
Georgi Abadzhiev (em búlgaro:  Георги Абаджиев, 1892 — data de morte desconhecido) foi um ciclista olímpico búlgaro. Representou sua nação em dois eventos nos Jogos Olímpicos de Verão de 1924.